# Vila Duncan
Vila Duncan je horské ubytovací zařízení, které stojí v Krkonoších v Janských Lázních. V současnosti je v majetku hlavního města Prahy.

## Historie vily Duncan
Starou budovu i s přilehlým hospodářským stavením nechal postavit továrník z anglického Leedsu Frederick William Duncan. Tento muž žil původně ve Vídni, od roku 1881 v Trutnově. V roce 1883 zakoupil od svého otce bělidlo příze v Trutnově a roku 1896 pozemek na okraji Janských Lázní. Zde vybudoval výstavní vilu, jejíž vnitřní vybavení bylo dovezeno z Vídně.
V roce 1927 prodal sir Duncan (tehdy již královský generální konzul v Londýně) janskolázeňskou rezidenci dánskému vyslanci, který ji využíval až do uzavření Mnichovské dohody v září 1938.
Po roce 1945 zde byly ubytovávány německé rodiny před jejich vystěhováním z Československa. Po roce 1949 byl připravován projekt výstavby nových lázní v místech, kde stojí vila; nebyl však realizován. V 60. letech 20. století se v souvislosti s přípravou výstavby nového lázeňského komplexu předpokládala demolice vily, na jejímž místě měla vyrůst městská výtopna (ta byla nakonec postavena v těsném sousedství vily Duncan).
Od 70. let 20. století je vila využívána pro rekreaci dětí jako škola v přírodě. Původně byla ve správě Prahy 2, v současnosti ji vlastní hlavní město Praha a byla svěřena do správy Domu dětí a mládeže v Karlíně.

## Fotogalerie

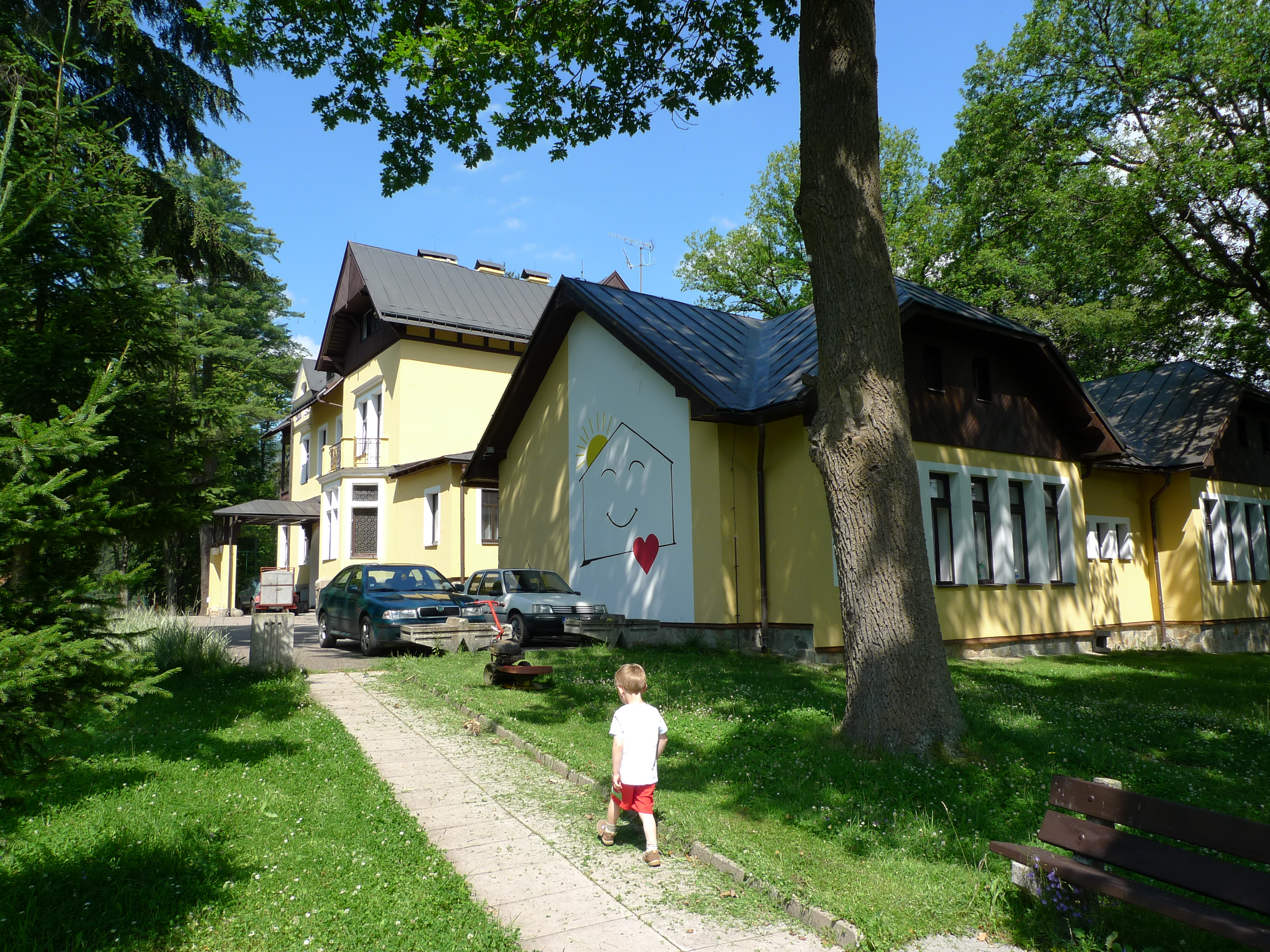
Stará budova Duncan
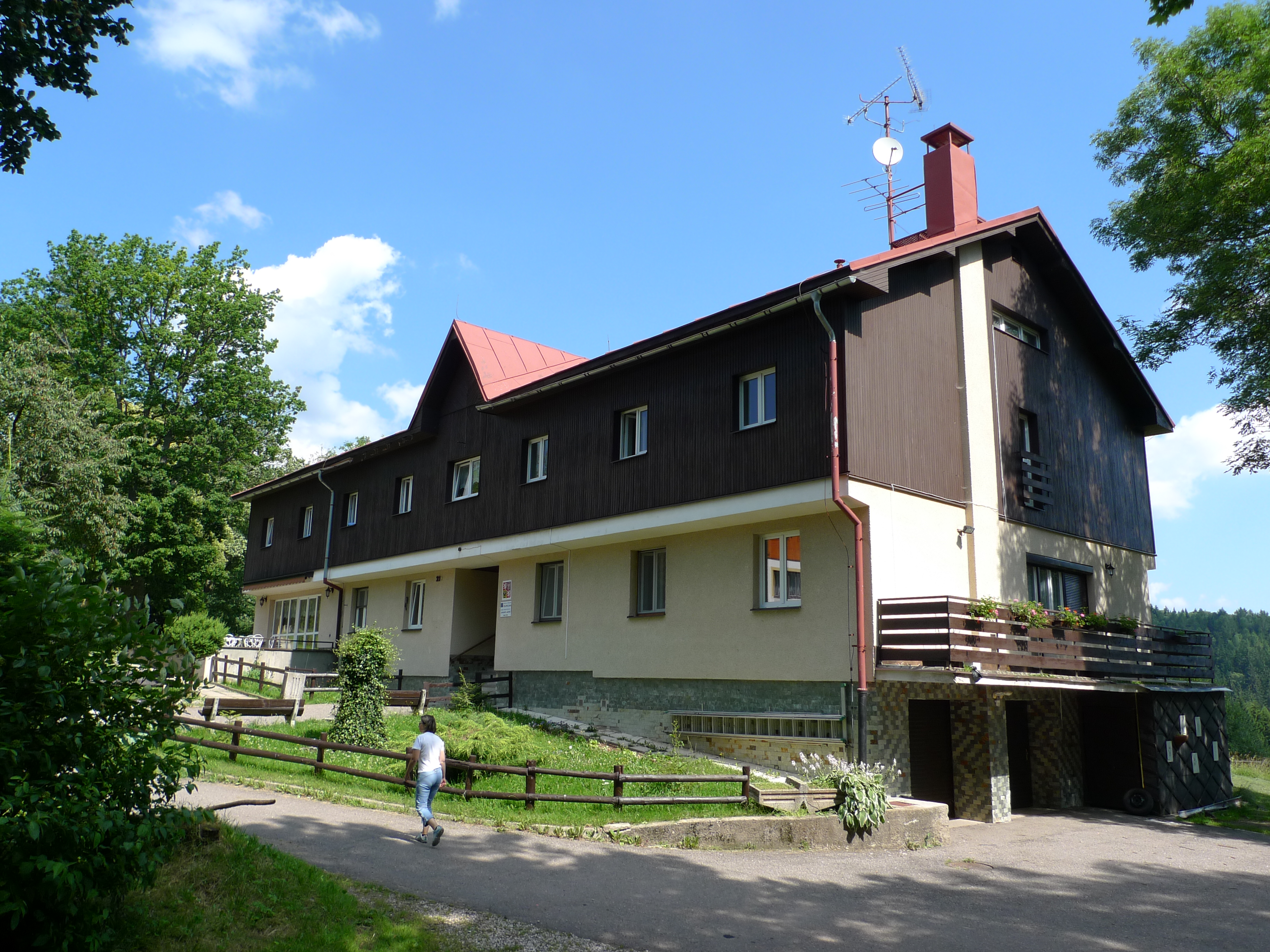
Nová budova Duncan